# Thomas Haynes Bayly
Thomas Haynes Bayly (13. října 1797 – 22. srpna 1839) byl anglický básník, autor písní a romanopisec. Narodil se ve městě Bath. Ve svých sedmnácti letech nastoupil do kanceláře svého otce za účelem studia práv, avšak brzy se začal věnovat psaní humoristických článků do časopisů. Později cestoval (Skotsko, Irsko) a od roku 1824 žil v Londýně. Mezi jeho písně patří například „The Old House at Home“ a „Long, Long Ago“. V roce 1837 uvedl trilogii románů nazvanou Kindness of Women. Zemřel o dva roky později ve věku 41 let. Pochován byl ve městě Cheltenham, autorem jeho epitafu byl jeho přítel Theodore Hook.